# Bramley (South West)
Bramley is een plaats in de regio South West in West-Australië. Het maakt deel uit van het lokale bestuursgebied (LGA) Shire of Augusta-Margaret River, waarvan Margaret River de hoofdplaats is.
In 2021 telde Bramley 113 inwoners.
Bramley ligt langs de Bussell Highway, 265 kilometer ten zuidzuidwesten van de West-Australische hoofdstad Perth, 50 kilometer ten noorden van Augusta en 5 kilometer ten noordoosten van Margaret River.
Het vliegveld van Margaret River ligt op het grondgebied van Bramley: 'Margaret River Airport' (ICAO: YMGT).
In 2018 werd het nabijgelegen nationaal park Bramley ter erkenning van de cultuur en het erfgoed van de Wadandi Nyungah tot nationaal park Wooditjup hernoemd.